# Селезньово (Ленінградська область)
Селезньово — селище в Виборзькому районі Ленінградської області, розташоване за 8 кілометрів на північний захід від міста Виборг на березі річки Селезньовка. Адміністративний центр Селезньовського сільського поселення.

## Історія
Населений пункт включає в себе землі колишніх фінських поселень Юкспяа (фін. Ykspää) і частково Тіенхара (фін. Tienhaara). До 1940 року село Юкспяа входило до складу Виборзького сільського округу Виборзької губернії (Фінляндії). У Юкспяа розташовувався великий маєток, відомий ще з часів середньовіччя.

## Населення
| 2007 | 2010  | 2017  |
| ---- | ----- | ----- |
| 2279 | ↗2309 | ↘2250 |